# Epicerynea
Epicerynea là một chi bướm đêm thuộc họ Noctuidae.